# Laurent Dehors
Pour les articles homonymes, voir Dehors.
Laurent Dehors est un clarinettiste et saxophoniste de jazz français né le 2 avril 1964 à Rouen.

## Biographie
Laurent Dehors entre au conservatoire de Rouen en classe de clarinette, et obtient un premier prix en clarinette et en solfège. Il obtient aussi une licence de musicologie. Il renonce à passer une maîtrise sur « l’emploi des gammes pentatoniques dans la musique de jazz » pour se consacrer au travail du saxophone.
Laurent Dehors est un musicien très prolifique, tant au niveau de la discographie que par ses apparitions scéniques. Il est poly-instrumentiste. Clarinettiste de formation, il utilise régulièrement la clarinette basse et la clarinette contrebasse. Il maîtrise aussi parfaitement le saxophone, sur lequel il privilégie le ténor et le soprano. Il utilise aussi la cornemuse.
Il est le leader du big band Tous Dehors, qui a notamment révélé le saxophoniste Christophe Monniot et le guitariste David Chevallier. Il mène aussi de front plusieurs trio, le Trio Grande, avec Michel Massot et Michel Debrulle, et un trio avec David Chevallier et Louis Moutin, remplacé depuis par Denis Charolles, Éric Thielemans et aujourd'hui Antonin Lesmarie.
C'est également un sideman très demandé, par Michel Portal, Antoine Hervé, Daniel Goyone, Jean-Marie Machado, Didier Levallet, Stéphan Oliva, Yves Robert, Andy Emler.
Laurent Dehors se consacre aussi à l'enseignement, au conservatoire de Rouen, ainsi que dans d'autres établissements de la région rouennaise, et donne régulièrement des master class (par exemple au festival de jazz de la Villette en 2003).
À plusieurs reprises Laurent Dehors s'est « attaqué » à de grandes œuvres classiques  en les remaniant à sa façon très reconnaissable, telles La Flûte enchantée, L'Histoire du soldat de Stravinsky, et une adaptation de Carmen intitulée Què tal Carmen? avec pour chœur d'abord la maitrise de la Loire, et ensuite la grande Maitrise du Conservatoire de Rouen, dirigée par Sir Pascal Hellot. 
Il a également créé et dirigé sa fanfare jazz « la Méga Fanfare » de 1999 à 2004, reprise ensuite par Denis Chancerel, un de ses 2 guitaristes, de 2004 à 2007.
Cette fanfare a participé au festival Jazz à la Villette, en 2001, a fait la première partie de La Compagnie Lubat, ou encore de Ceux qui marchent Debout et elle a sillonné l'agglomération rouennaise.

## Discographie
- Laurent Dehors, David Chevallier, Louis Moutin, Idée Fixe, 1992
- Michel Portal, "Musique de Cinémas, déjouées avec des amis Jazzman", 1994
- Trio Grande, Trio Grande, Igloo, 1995
- Tous Dehors, Dans la rue, 1996
- Laurent Dehors, David Chevallier, Denis Charolles, En attendant Marcel, Evidence, 1997
- Tous Dehors, Dentiste, 1998
- Trio Grande, Signé Trio Grande, Werf, 2002
- Tous Dehors, Dommage à Glenn, 2002
- Tous Dehors, Tu tousses ?, 2003
- Tous Dehors, Happy Birthday, 2008
- Laurent Dehors, Matthew Bourne, Chansons d'amour, 2012[2]
- Tous Dehors, Les sons de la vie, 2016
- Laurent Dehors, Matthew Bourne, A place that has no memory of you, 2021
- Tous Dehors, OK Boomer, 2023